# Gyilkos elmék (3. évad)
Az itt található lista az Gyilkos elmék című televíziós sorozat harmadik évadjának epizódjait tartalmazza. Az évad premierje 2007. szeptember 26-án volt a CBS-en, a finálé pedig 2008. május 21-én. Az eredetileg 25 epizódosra tervezett évadból mindössze 13 fejeződött be az amerikai írósztrájk miatt, majd a sztrájk vége után még hét epizódot írtak az évadhoz.
| #    | Magyar cím | Eredeti cím            | Rendező               | író                            | Eredeti premier      | Prod. # |
| ---- | --- | ---------------------- | --------------------- | ------------------------------ | -------------------- | ------- |
| 3x1  | „Kétely” | „Doubt”                | Gloria Muzio          | Chris Mundy                    | 2007. szeptember 26. | 301     |
| 3x1  | Gideon barátnője halála után a munkába temetkezik. Első bevetésük a keleti partra szólítja őket, ahol egy egyetemen sorozatgyilkos öl. Négy nap alatt már a harmadik, barna diáklány hal meg, amikor végre sikerül megalkotniuk a profilját. Ennek alapján gyorsan beazonosítanak és letartóztatnak egy biztonsági őrt.                                                                                       |                        |                       |                                |                      |         |
|      | |                        |                       |                                |                      |         |
| 3x2  | „Apák bűnei” | „In Birth and Death”   | Edward Allen Bernero  | Chris Mundy                    | 2007. október 3.     | 302     |
| 3x2  | Hotch kényszerpihenőjét tölti, Prentiss távozni készül. Gideonnak se híre se hamva a balul sikerült egyetemi ügy óta. Sokat azonban nem kesereghet a megfogyatkozott csapat, mert brutális sorozatgyilkos után kell nyomozniuk, aki fiatal édesanyákat rabol el fényes nappal, és végez velük. Hotch és Gideon helyét a részleg vezetője Erin Strauss veszi át. - Megjegyzés: Jason Gideon utolsó megjelenése |                        |                       |                                |                      |         |
|      | |                        |                       |                                |                      |         |
| 3x3  | „Halálra rémülve” | „Scared to death”      | Félix Enríquez Alcalá | Erica Messer & Debra J. Fisher | 2007. október 10.    | 303     |
| 3x3  | Egy bukott pszichiáter eszelős ámokfutásba kezd egy keleti parti városkában. A saját fóbiájával is harcoló férfi betegeinek torz lelkét önmagába sűrítve válogatott módszerekkel gyilkolja meg gyanútlan áldozatait. Miután a rendőrség egy véletlen folytán négy gondosan elrejtett holttestre lel, Hotchner csapatának segítségét kérik.                                                                    |                        |                       |                                |                      |         |
|      | |                        |                       |                                |                      |         |
| 3x4  | „A sötétség gyermekei” | „Children of the Dark” | Guy Norman Bee        | Jay Beattie & Dan Dworkin      | 2007. október 17.    | 304     |
| 3x4  | Denverben két fiatal családokat támad meg és foszt ki. Egy idő után már a családtagokat is meggyilkolják. A profilozók dolga akkor válik könnyebbé, amikor egy rablásuk során az egyik családtag megmenekül. A lány személyleírást és némi jellemzést is tud adni az egyik elkövetőről. |                        |                       |                                |                      |         |
|      | |                        |                       |                                |                      |         |
| 3x5  | „7 másodperc” | „Seven Seconds”        | John E. Gallagher     | Andi Bushell                   | 2007. október 24.    | 305     |
| 3x5  | A szülők és a családtagjaik kétségbeesett keresése ellenére sem kerül elő a bevásárlóközpontban eltűnt hatéves kislány, ezért az FBI segítségét kérik. A kiérkező egységekkel együtt a profilozók is megjelennek a helyszínen, mert a közelmúltban több ilyen eset is történt. |                        |                       |                                |                      |         |
|      | |                        |                       |                                |                      |         |
| 3x6  | „Arctalanul” | „About Face”           | Skipp Sudduth         | Charles Murray                 | 2007. október 31.    | 306     |
| 3x6  | Új kolléga kerül Gideon helyére a profilozók csapatába. David Rossi, aki három évi szabadság után és egy lezáratlan ügy megoldásától hajtva visszatér a munkához. Különös esetekhez riasztják őket. A kertvárosi magányos nők gyilkosa mindig maszkot hagy a helyszínen. - Megjegyzés: David Rossi első megjelenése.                                                                                          |                        |                       |                                |                      |         |
|      | |                        |                       |                                |                      |         |
| 3x7  | „Személyazonosság” | „Identity”             | Gwyneth Horder-Payton | Oanh Ly                        | 2007. november 7.    | 307     |
| 3x7  | A profilozókat egy, a fegyveres milíciáiról hírhedt államba hívják egy eltűnt nő felkutatására. Az ügy felgöngyölítését segíti, hogy egy öngyilkos milicista lakásán az emberrablásokkal kapcsolatos videókat találnak. Farmján előkerül az áldozat és további három nő holtteste. Ezzel azonban nem oldódott meg az ügy.                                                                                     |                        |                       |                                |                      |         |
|      | |                        |                       |                                |                      |         |
| 3x8  | „Ördögi szerencse” | „Lucky”                | Steve Boyum           | Andrew Wilder                  | 2007. november 14.   | 308     |
| 3x8  | Az orvosok tiltakozása ellenére az elmegyógyintézetből kénytelenek elbocsátani egy nagykorúvá váló, kannibalizmussal kezelt fiatalt. Évekkel később megcsonkított női holttestre bukkannak. Ahogy haladnak előre a gyilkos személyiségének összerakásával, úgy kerül elő egyre több áldozat. Rá kell döbbenniük, hogy a tettes nem simán sorozatgyilkos, hanem emberevő is.                                   |                        |                       |                                |                      |         |
|      | |                        |                       |                                |                      |         |
| 3x9  | „Penelope” | „Penelope”             | Félix Enríquez Alcalá | Chris Mundy                    | 2007. november 21.   | 309     |
| 3x9  | Garciát titokzatos udvarlója a lakása előtt lelövi. A nő ugyan túléli a merényletet, de az elkövető újra próbálkozik. Garcia szerencséjére társai készenlétben állnak. Kiderül, hogy a merénylő egy rendőrtiszt, aki több gyilkossági ügybe is belekeveredett. Garcia pedig azért került a célkeresztbe, mert a számítógépén tárolt adatok terhelőek lehetnek a rendőrre nézve.                               |                        |                       |                                |                      |         |
|      | |                        |                       |                                |                      |         |
| 3x10 | „A sötét lovagja” | „True Night”           | Edward Allen Bernero  | Edward Allen Bernero           | 2007. november 28.   | 310     |
| 3x10 | Los Angelesben pár nap alatt féltucat emberrel végez egy kardos támadó. A tehetetlen helyi szervek Hotchék segítségét kérik. Mire odarepülnek, újabb brutális, immár kettős gyilkosság történik. Ismerkednek a helyszínnel és kezdik felépíteni a tettes profilját, aki ezalatt újabb hat áldozatot hagy maga után.                                                                                           |                        |                       |                                |                      |         |
|      | |                        |                       |                                |                      |         |
| 3x11 | „Született gyilkos” | „Birthright”           | John E. Gallagher     | Erica Messer & Debra J. Fisher | 2007. december 12.   | 311     |
| 3x11 | Egy virginiai kisvárosban fiatal lányok tűnnek el nyomtalanul. Az áldozatok száma egyre gyarapszik, ezért a helyiek az irodához fordulnak. Rossi és Hotch szerint az elkövetőt a város lakosai között kell keresni. A tettes módszere kísértetiesen hasonlít egy szintén a városban elkövetett régebbi sorozatgyilkosságéhoz, csakhogy az akkori elkövető rég halott.                                         |                        |                       |                                |                      |         |
|      | |                        |                       |                                |                      |         |
| 3x12 | „Új élet” | „3rd Life”             | Anthony Hemingway     | Simon Mirren                   | 2008. január 9.      | 312     |
| 3x12 | Ismeretlen tettesek elrabolnak két fiatal lányt. Egyikük holttestét hamarosan megtalálják a helyi rendőrök, akik Hotchék segítségét kérik az ügy megoldásához. Szerintük a másik lány még életben van, ezért megkezdik a lehetséges elkövetők feltérképezését. A helyzetet bonyolítja, hogy a lány és apja a szövetségi tanúvédelmi program védelme alatt áll.                                                |                        |                       |                                |                      |         |
|      | |                        |                       |                                |                      |         |
| 3x13 | „Morzsák” | „Limelight”            | Glenn Kershaw         | Jay Beattie & Dan Dworkin      | 2008. január 23.     | 313     |
| 3x13 | Egy raktár árverésén az új tulajdonosok döbbenetes feljegyzéseket találnak az ott hagyott limlomok között: különösen kegyetlen kínzások leírását. A helyi iroda nyomozónője Rossiék segítségét kéri. Hamarosan kiderül, hogy a brutális elkövető szándékosan engedte a nyomára bukkanni a hatóságot, hogy egy minden eddiginél komolyabb bűnténnyel rukkolhasson elő.                                         |                        |                       |                                |                      |         |
|      | |                        |                       |                                |                      |         |
| 3x14 | „Sérülések” | „Damaged”              | Edward Allen Bernero  | Edward Allen Bernero           | 2008. április 2.     | 314     |
| 3x14 | Rossi elhatározza, hogy húsz év után végre lezárja azt a gyilkossági ügyet, amely azóta meghatározza az életét. Titokban Garcia segítségét kéri és elindul az ügy helyszínére Indianapolisba. Az adatelemző azonban nem tudja a többiek előtt titokban tartani Rossi szándékát és a társak nyomban utána indulnak, hogy segítsenek neki.                                                                      |                        |                       |                                |                      |         |
|      | |                        |                       |                                |                      |         |
| 3x15 | „Magasabb hatalom” | „A Higher Power”       | Félix Enríquez Alcalá | Michael Udesky                 | 2008. április 9.     | 315     |
| 3x15 | Egy pittsburghi rendőr öngyilkossági eset kapcsán kéri a profilozók segítségét. A testvére az áldozat, de több család van, akiknek néhány hónapja gyermekük halt meg egy iskolai tűzben. Rossiék az öngyilkosságok és az áldozatok közötti kapcsolat alapján azt feltételezik, hogy egy halál angyala típusú sorozatgyilkossal van dolguk.                                                                    |                        |                       |                                |                      |         |
|      | |                        |                       |                                |                      |         |
| 3x16 | „Mint az elefánt - sose felejt” | „Elephant's Memory”    | Bobby Roth            | Andrew Wilder                  | 2008. április 16.    | 316     |
| 3x16 | Texasban ismeretlen tettes felrobbant egy házat a tulajdonosával együtt, majd a helyszínre érkező két rendőrt is agyonlövi. A brutális rendőrgyilkosság miatt a helyi seriff a profilozók segítségét kéri, akik bosszúra gyanakszanak. A gyanúsított lakásán talált nyomok arra utalnak, hogy az áldozatok száma még növekedni fog.                                                                           |                        |                       |                                |                      |         |
|      | |                        |                       |                                |                      |         |
| 3x17 | „Felhevülve” | „In Heat”              | John E. Gallagher     | Andi Bushell                   | 2008. április 30.    | 317     |
| 3x17 | Miamiban több megfojtott férfi holttestére bukkannak. JJ legnagyobb meglepetésére a helyszínen várja őket az utolsó áldozat rendőr társa, akivel civilben és titokban bensőséges kapcsolatot ápol. Később újabb áldozat holttestére bukkannak egy melegbár előtt. Arra következtetnek, hogy a gyilkos célpontjai homoszexuális férfiak.                                                                       |                        |                       |                                |                      |         |
|      | |                        |                       |                                |                      |         |
| 3x18 | „Átlépni egy határt” | „The Crossing”         | Guy Norman Bee        | Erica Messer & Debra J. Fisher | 2005. május 7.       | 318     |
| 3x18 | Hotch és Rossi gyilkossági szakértőként vesz részt egy tárgyaláson. A magára maradt csapatot egy kétségbeesett nő keresi fel egyre erőszakosabb zaklatójának ügyével. Nem szívesen vállalják az ügyet, de JJ és a titokzatos férfi elszántsága cselekvésre készteti őket. Maine államba utaznak, ahol a nyomok és az események döntésük helyességét igazolják.                                                |                        |                       |                                |                      |         |
|      | |                        |                       |                                |                      |         |
| 3x19 | „Tabula Rasa” | „Tabula Rasa”          | Steve Boyum           | Jay Beattie & Don Dworkin      | 2008. május 14.      | 319     |
| 3x19 | Menekülés közben súlyos balesetet szenved egy háromszoros gyilkossággal vádolt férfi, aki kómába esik. Négy év múlva tér magához, de amnéziája miatt nem emlékszik semmire. Ráadásul időközben a koronatanú is életét vesztette. Hotch speciális módszerrel próbája a gyanúsított emlékezetét felébreszteni, aki a sorsdöntő teszten ártatlannak bizonyul.                                                    |                        |                       |                                |                      |         |
|      | |                        |                       |                                |                      |         |
| 3x20 | „Egyszerű kivitelezés” | „Lo-Fi”                | Glenn Kershaw         | Chris Mundy                    | 2008. május 21.      | 320     |
| 3x20 | Mivel nincs egyezség a profilozók és a helyi szervek között, a hét gyilkosságot elkövető tettesek lépéselőnyt szereznek. |                        |                       |                                |                      |         |
|      | |                        |                       |                                |                      |         |

## Fordítás
- Ez a szócikk részben vagy egészben  a   List of Criminal Minds episodes (season 3) című angol Wikipédia-szócikk fordításán alapul.  Az eredeti cikk szerkesztőit annak laptörténete sorolja fel. Ez a jelzés csupán a megfogalmazás eredetét és a szerzői jogokat jelzi, nem szolgál a cikkben szereplő információk forrásmegjelöléseként.